# Johannes van Laar
Johannes van Laar (L'Aia, 10 luglio 1860 – Le Châtelard, 9 dicembre 1938) è stato un chimico olandese il cui principale contributo è noto nella termodinamica chimica e nello studio dei materiali come equazioni di van Laar.

## Biografia
Van Laar perse i suoi genitori precocemente, la madre nel  1862 ed il padre nel 1873. Il suo zio N. A. Rost van Tonningen si prese la responsabilità' di crescerlo. Terminò gli studi scolastici nel  1876 e si iscrisse al Royal Naval Institute at Willemsoord. Dopo diversi viaggi su navi a vapore e dopo aver raggiunto il grado di sottotenente, nel 1891 chiese il congedo per dedicarsi allo studio della Fisica, Chimica e Matematica all'Università di Amsterdam. A quel tempo Johannes van der Waals, e Jacobus Henricus van 't Hoff erano docenti presso quell'ateneo. La sua educazione scolastica gli impedì' di ottenere un dottorato e di conseguenza ci furono notevolissimi ostacoli a trovare una posizione presso una università' olandese. Si impegno' come docente presso alcuni istituti scolastici superiori, mentre fu docente volontario all'università' di Amsterdam 1898 ed  assistente di Hendrik Willem Bakhuis Roozeboom dal 1902. Tuttavia Van der Waals si oppose in diverse occasioni alla promozione con un posto di ruolo di van Laar, sia nel 1902  che dopo la morte di Roozeboom per una posizione in chimica matematica nel 1907. Van Laar fu comunque nominato lettore di matematica nel 1907 ma non fu confermato come professore nel 1910. Questa mancata promozione lo porto' a delle notevoli difficoltà psicologiche, fino a dare le dimissioni dalla sua posizione. Si trasferì a Clarens presso Le Châtelard (oggi Montreux) in Svizzera fino alla sua morte nel 1938.
Nel 1930 divenne comunque membro della  Royal Netherlands Academy of Arts and Sciences.